# E77気球爆弾
E77気球爆弾（英語: E77 balloon bomb）とは、アメリカで開発された対農作物用の生物兵器である。これは日本の風船爆弾を設計の参考にしていた。E77は、水素を充填した気球から、病原菌の媒介物を農作物へ散布するために羽毛を用いた。最初の開発は1950年である。

## 背景
第二次世界大戦後期、日本は数千個の無人気球に焼夷弾と対人兵器を載せて投入しており、9,300個ほどのこれらの兵器は高高度のジェット気流に乗せられ、太平洋を横断して北アメリカ大陸まで飛行した。
E77は日本の用いたこれらの風船爆弾に影響を受けているが、この2種の間に直接の関与は存在しない。

## 経緯
E77気球爆弾の開発は1950年に開始された。E77の設計は第二次世界大戦中の日本の風船爆弾を基とし、陸軍化学軍団の技術委員会により承認を受けた。開発当時、E77の効力は、アメリカが保有する全ての生物戦用弾薬の6分の1に相当した。E77は「戦略兵器」とされて配備が進められたが、以後の弾薬の開発はE77から重量750ポンド（約340kg）のE86クラスター爆弾へ移行したため、気球爆弾が戦争に用いられる事は全くなかった。

## 仕様
E77は日本の兵器を設計のベースにしており、風船爆弾と同様、水素を充填した気球を使用している。気球から32インチ（81.28cm）下方に、大きさ24インチ（60.96cm）のゴンドラが吊り下げられた。E77は対農作物用の弾薬であり、コムギの黒さび病といった、作物に伝染する物を散布するよう設計されている。この気球爆弾はM115爆弾、通称「羽毛爆弾」と同様の散布方法を採用しており、穀物を枯死させる培養物と、軽量の媒介物を組み合わせた。この場合には羽毛が使われている。

## E77に関連した試験
E77気球爆弾は、少なくとも3度、別個のセットによる試験が実行された。1954年10月から12月、41個のE77がカリフォルニア州バーナリスにおいて放出された。これは、この弾薬が目標の穀物類に対し、高レベルの感染植物を作り出すという「軍の仕様」に適合しているかを試験したものだった。追加試験が1958年に行なわれ、結果が示された。そこでは、穀物に感染するさび病胞子が、油脂をベースとする媒介物によって湿らされ、運ばれたときには、全く理想的でない環境下であっても胞子がより長い期間生き残っていた。以降、陸軍の研究機関フォート・デトリックとミネソタ大学ツインシティー校が研究を行ない、さび病胞子のキャリアーとしての油の効果について、いくつか明確な結論に達した。

## 関連書籍
- Mikesh, Robert C. Balloon Bomb Attacks on North America: Japan's World War II Assaults,  Aero Publishers, 1983, (ISBN 0816839506)
- Webber, Bert. Silent Siege-III: Japanese Attacks on North America in World War II, Webb Research Group, 1992, (ISBN 093673874X).